# 8 Pułk Zakłóceń Radiowych
8 Pułk Zakłóceń Radiowych (8 pzr) – jednostka walki radiolektronicznej Wojska Polskiego.
Stacjonował w Giżycku,  lipcu 1974 pułk przeniesiony został  do Grudziądza, do koszar byłego Centrum Wyszkolenia Kawalerii przy ulicy Warszawskiej (obecnie Hallera). W 1996 przeformowano jednostkę w 8 Pułk Radioelektroniczny (8 prel). Podczas kolejnej restrukturyzacji pułk przeformowany został  w 8 Batalion Walki Radioelektronicznej.

## Organizacja pułku
- dowództwo i sztab
- Centrum Kierowania i Analizy (CK i A)
- kompania rozpoznania radiowego k i UKF

(aparatownie: K-12; K-1; K-2; namiernik R-359
- 1 batalion zakłóceń KF (operacyjne)
  - dwie kompanie zakłóceń

(stacje R – 325 – M;

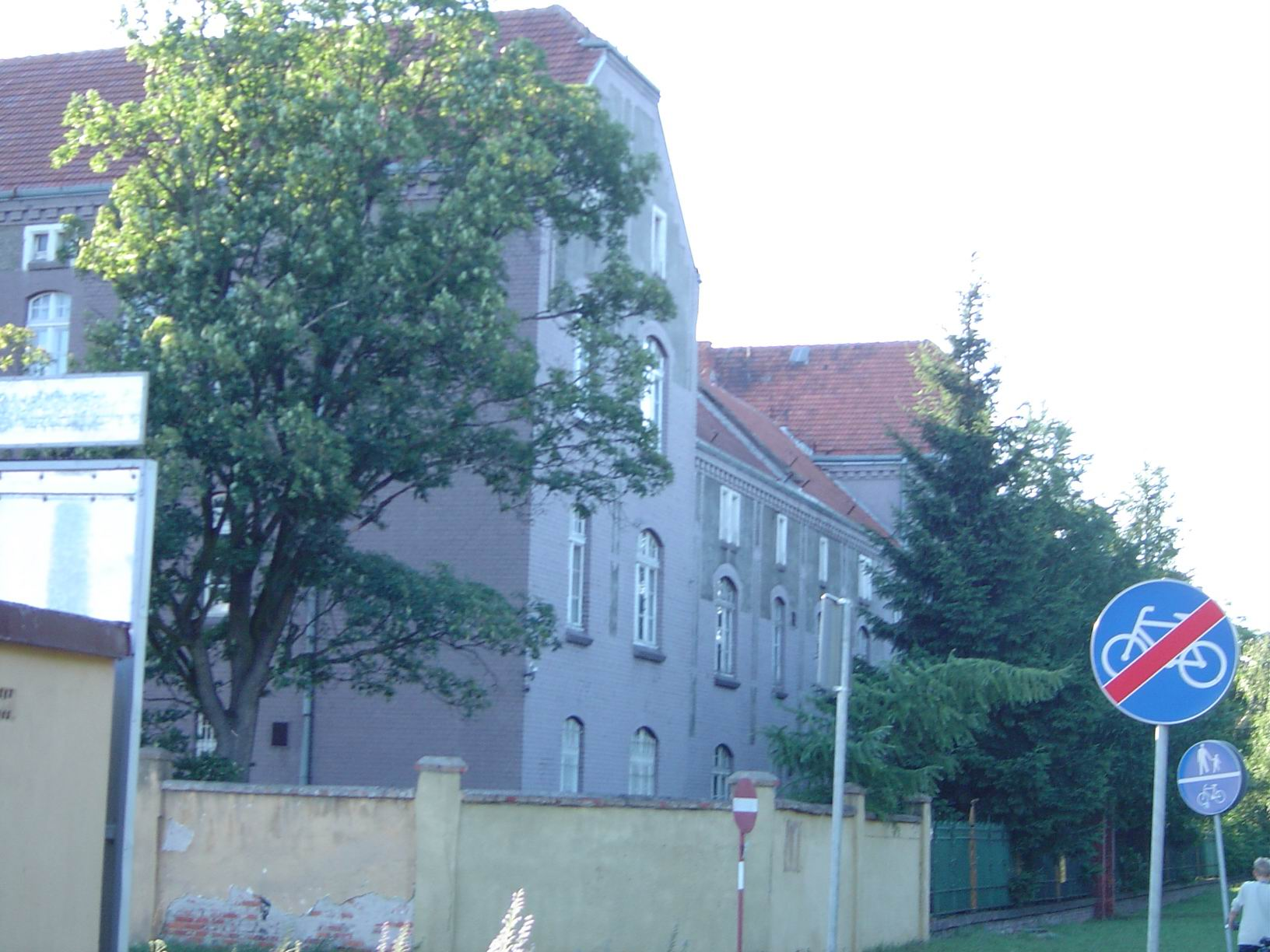
Koszary 8 pzr w Grudziądzu

- 2 batalion zakłóceń UKF (taktyczne)
- 3 batalion zakłóceń UKF

(stacje  R-330P Piramida)
- kompania zaopatrzenia
- kompania remontowa
- kompania medyczna

## Dowódcy pułku
- ppłk mgr Czesław Targoński (1970-1976)
- mjr dypl. Adam Skowron (1976-1983)
- mjr dypl. Andrzej Skoracki (1983-1997)